# Kontseba
Kontseba  (ucraniano: Концеба) es una localidad del Raión de Podilsk en el Óblast de Odesa de Ucrania. Según el censo de 2001, tiene una población de 2229 habitantes.